# 蕈類中毒
蕈類中毒（英語：Mushroom poisoning）是指因為攝取有毒蕈類後因為其毒性物質造成的中毒反應。症狀輕微的話，可能只有腸胃不適，而嚴重時也會致命。蕈類中的毒素是真菌產生的次级代谢产物。蕈類中毒的原因多半是因為將有毒蕈類誤認成其他食用蕈，誤食所造成。而許多有毒蕈類及可食用蕈類在顏色和形態上也相當類似。

## 民間識別有毒蕈類的方式
民間有許多傳統上識別有毒蕈類的方式，不過因為有毒蕈類的外形沒有一定的标准，這些方式並不可靠
以下是一些錯誤而不可靠的規則：
- 「有毒蕈類一般會有鮮豔的顏色」，像有神經毒性及致幻色的毒蠅傘是鮮紅色、橘色或是黃色。相反的，會致命的毀滅天使則是白色的。另一種會致命的盔孢伞属則是棕色。有些可食用蕈類（例如雞油菌、橙盖鹅膏菌、硫磺多孔菌（英语：Laetiporus sulphureus））的顏色鮮豔，而大部份有毒的蕈類反倒是棕色或是白色。
- 「昆蟲/動物會避開有毒蕈類」，有些對昆蟲無害的蕈類仍會對人有害，例如毒鵝膏是許多昆蟲幼体的食物。
- 「有毒蕈類會讓銀器變黑」，目前還沒有有毒蕈類會和銀器反應，使銀變黑。
- 「有毒蕈類味道難吃」，有些吃過有毒鵝膏菌屬的人，說此種蕈類很好吃。

## 原因
目前仍有持續發現新物種的蕈類，每年約增加800個新的物種，有些新的發現可能會使以往的分類出現變化，有些分類下的蕈類可能原來是無毒的，但後來發現是有毒的。目前一般已知約有十萬種蕈類，其中有一百種是對人類有毒的，不過大部份有毒的蕈類不會致命，大部份因蕈類致命的案例是因為毒鵝膏所造成。

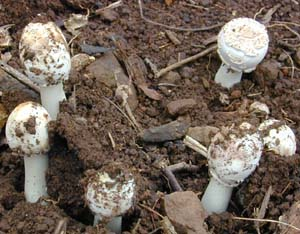
未成熟的Amanita spp，可能有毒

大部份中毒的案例是因為誤認後食用而中毒，特別是毒鵝膏會因為外形很像草菇而誤認，兩者都是淺色的，而且在未成熟時會有菌傘膜的構造。
蕈類中毒的另一個主要原因是因為幼兒誤食而造成，特別是還在學步期，容易將東西放進口中的幼兒，可能會因為因誤食草坪上的蕈類而中毒。所有有毒蕈類都有可能造成這種中毒，而綠褶菇因為生長在草坪上，較常因為此原因而誤食，中毒後會造成腸胃的不適，但不至於會致命。
有些中毒案例是因為要採集致幻蕈類時，因為誤認而造成。1981年有因為誤將紋緣盔孢傘當做裸蓋菇食用，造成一人死亡，二人住院的病例。
採集羊肚菌也可能造成中毒，即使是真正的羊肚菌，生食會造成腸胃道的不適，一般會先烹煮後再食用。皺蓋鐘菌對一些人可能是有毒的。假羊肚菌在生食時有毒，而且會致命。假羊肚菌合有鹿花蕈素的毒素，具有神經毒性、胃腸毒性、而且會破壞血球。
蕈類中毒也不一定都是因為誤食而造成，例如生長在裸麥上有劇毒性的麥角，若在採收時未注意到而採收，和裸麥一起食用，嚴重的話可能會致命，稱為麦角中毒。

## 外部連結
- Poisonous American Mushrooms – AmericanMushrooms.com （页面存档备份，存于）
- Poisonous mushrooms: microscopic identification in cooked specimens from medical mycologist R.C. Summerbell
- Mushroom Poisoning Syndromes （页面存档备份，存于） from the North American Mycological Association
- Mushroom Poisoning Case Registry （页面存档备份，存于） (North America) from the North American Mycological Association
- American Association of Poison Control Centers （页面存档备份，存于） Provides information on toxicity of mushroom's in your area, symptoms and first aid.